# SNB Ed 3/4
Bei der Ed 3/4 der Schweizerischen Nationalbahn (SNB) handelt es sich um eine Tenderdampflokomotive, die 1875 beschafft wurde. Die Lokomotive wurde von der Schweizerischen Lokomotiv- und Maschinenfabrik in Winterthur zu einem Kaufpreis von 59 000.- Schweizer Franken bezogen.
Sie unterscheidet sich von der SNB Eb 3/4 nur durch den unterschiedlichen Treibraddurchmesser (1300 mm statt 1600 mm) und der unterschiedlichen Anzahl Siederrohre im sonst baugleichen Kessel. Die meisten Bauteile waren unter diesen Maschinen austauschbar. Sie wurden 1880 nach Frankreich verkauft, nach dem Konkurs der Bahnverwaltung 1878, dazwischen wurden sie von der Schweizerischen Nordostbahn (NOB) verwendet.

## Allgemeines
Bei der Tendermaschine des Typs Mogul handelt es sich um die ersten in der Schweiz, die ab Fabrik in dieser Achsfolge geliefert wurden. Der Beschaffung ging ein technischer Streit zwischen der SLM und dem Eisenbahndepartement über die vermeintlich gefährdete Betriebssicherheit voraus. So mussten bei der Laufachse radiale, verschiebbare Achsbüchsen eingebaut werden. Das Resultat der Konstruktion zeigte aber, dass die Befürchtungen des Eisenbahndepartements unbegründet waren. Denn die Lokomotive hat einen sehr ruhigen Lauf, dies auch, weil sie keine überhängenden Zylinder  besaß.

## Technisches
Die für den Güterzugdienst gebaute Tenderlokomotive leistet bei 45 km/h und 550 PS eine Zugkraft von 3300 kg.
Der Kessel hatte einen Dampfdom, auf dem sich das Ramsbottonsicherheitsventil befand. Die Schieberregulatoren befanden sich im Zweigrohr vor dem Dampfdom, an welchem sich die aussen herabgeführten Einströmrohre befanden. Die beiden Zylinder befanden sich direkt darunter und somit hinter der Rauchkammer. Zwischen dem tief herab gezogenen Innenrahmen befand sich ein grosser 5 m³ fassender Wasserbehälter, dessen Einfüllöffnung sich vor der Rauchkammer befand. Der Kohlevorrat von 1,3 Tonnen wurde in einem sich hinter dem Führerhaus befindlichen Kasten mitgeführt. Die Tragfedern der Laufachse und der ersten Kuppelachse waren über dem Rahmen angebracht und durch Zugstangen sowie Winkelhebeln verbunden. Die Federungen der zweiten Kuppelachse, welche zugleich die Treibachse war, und der dritten Kuppelachse waren unter den Lagern aufgehängt. Das Aussentriebwerk war mit einer Steuerung der Bauart Walschaert versehen, welche über Schraube und Rad umgestellt wurde. Die vierklötzige Spindelbremse wirkte auf die beiden hinteren Achsen. Der Sandkasten war als viereckiger Kasten ausgebildet und befand sich um den Dampfdom.
| SNB bis 1880 | Fabrik- nummer | Baujahr | Hersteller | Ausrangiert | Bemerkungen             |
| ------------ | -------------- | ------- | ---------- | ----------- | ----------------------- |
| 3            | 70             | 1875    | SLM        | 1880        | Verkauf nach Frankreich |
| 5            | 78             | 1875    | SLM        | 1880        | Verkauf nach Frankreich |
| 7            | 80             | 1875    | SLM        | 1880        | Verkauf nach Frankreich |
| 9            | 82             | 1875    | SLM        | 1880        | Verkauf nach Frankreich |